# EF Education First
Die Unternehmensgruppe EF Education First ist ein weltweiter Anbieter von Bildungs- (insbesondere Sprachunterricht) und Reisedienstleistungen.
EF Education wurde vom Schweden Bertil Hult in Stockholm als Europeiska Ferieskolan (Europäische Ferienschule) gegründet und ist nach wie vor im Familienbesitz. Der Geschäftssitz der Gruppe ist seit 2019 in Zürich. Weitere Büros befinden sich in Boston, Hongkong, Shanghai, London und Zürich. Derzeit beschäftigt das Unternehmen weltweit ca. 38.000 Festangestellte sowie 14.000 befristete Mitarbeiter (Sprachlehrer und Reiseleiter).

## Geschichte
EF-Gründer Bertil Hult organisierte 1965 zum ersten Mal eine Gruppenreise für schwedische Studenten nach Südengland. Prinzessin Margaretha von Schweden eröffnete 1978 die erste Internationale EF-Sprachschule in Cambridge. 1983 fand die die Eröffnung der ersten EF-Sprachschule in den USA statt. EF Education First wurde 1993 die erste ausländisch geführte Sprachschule in Shanghai. 1997 begann die Online-Sprachschule Englishtown.com. 2001 gab es eine Krise wegen der Folgen des 11. September 2001 für die Reisebranche. 2001 erfolgte der Umzug des Geschäftssitzes von Amsterdam in die steuergünstigere Schweiz nach Luzern. EF Education First wurde 2007 nationaler Partner der Olympischen Sommerspiele 2008 in Peking. EF kaufte 2008 sowohl die Huron University in London als auch das Marrymount College in Tarrytown NY/USA. EF und Cambridge University ESOL unterzeichneten 2008 eine umfassende Kooperation. Unter anderem gibt es ein gemeinsames Forschungszentrum in Cambridge.
2019 erfolgte die Verlegung des Hauptsitzes nach Zürich.
Im Sommer 2024 wurde EF Education First in Russland zur „unerwünschten Organisation“ erklärt.

## Geschäftsfelder und Marken
EF bietet Sprachkurse, Sprachjahre und Sprachreisen sowohl im Inland wie auch im Ausland (aus Sicht der Kursteilnehmer) an sowie das Angebot EF English First vorwiegend in Schwellenländern, wobei diese auch als Franchising betrieben werden.
Die EF English Live ist eine virtuelle Sprachschule über das Internet und mit EF Language Learning Solutions besteht ein Angebot für Firmenkunden.
EF bietet Kulturaustauschprogramme wie EF High School Exchange Year und Cultural Care Au Pair an.
Das Unternehmen betreibt mehrere Institute der Höheren Bildung:
- Hult International Business School in Cambridge MA (USA), San Francisco, Dubai, London und Shanghai; eine Universität und Business School, die aus der ehemaligen „Arthur D Little Business School“ und der ebenfalls aufgekauften Huron University in London hervorgegangen ist.
- EF University Preparation Abroad (vormals: „EF Brittin College“) – Eine Institution mit mehreren Standorten in Großbritannien, den USA und Australien, die ausländische Studierende (insbesondere aus weniger entwickelten Ländern) auf ein Studium in englischsprachigen Ländern vorbereitet.
- EF Academy – Private Internate in den USA und in Großbritannien; sie bieten die Abschlüsse „Advanced Level“ und „International Baccalaureate“ an.

Die angebotenen Studienreisen werden in den USA, Kanada und Indien vermarktet:
- EF Educational Tours – Studienreisen für Schulklassen ins Ausland
- Smithsonian Student Travel – Reisen für amerikanische Schulklassen im Inland
- EF College Study Tours – Studienreisen für College-Studenten ins Ausland
- GoAhead Vacations – Gruppenreisen für US-Amerikaner (überwiegend Rentner)

Die internationalen Sprachschulen von EF unterrichten Sprachen wie Englisch, Französisch, Spanisch, Italienisch, Deutsch, Hochchinesisch, Japanisch und Koreanisch.

## Kritik
EF steht wegen der schlechten Betreuung von Schülern, die ihre Kurse besuchen in der Kritik. Am 17. Februar 2022 beging Claudio Mandia, ein italienischer Student, der am EF-Academy-Programm in New York teilnahm, nach vier Tagen der isolierten Bestrafung in einem „Weißen Raum“ Selbstmord. Er wurde in diesem Raum untergebracht, während er aufgrund des Abschreibens einer Mathematik-Hausaufgabe auf seine Ausweisung wartete. Die Schule bestritt jedoch, dass Mandia sich in einer Form von Gefangenschaft befand. Die Thornwood Academy reagierte auf die Vorwürfe von Mandias Familienmitgliedern und erklärte, dass der Raum „nicht verschlossen“ war und „soziale Interaktion möglich gewesen wäre“.